# بلاست فاكتور
بلاست فاكتور، هي لعبة فيديو أمريكية، من تطوير بلوبوينت غيمز، ونشرها سوني كمبيوتر إنترتنمنت، صدرت اللعبة في المتجر الإلكتروني لبلاي ستيشن نتورك سنة 2006، وتعمل حصراً لمنصة بلاي ستيشن 3.